# Protomotors
Protomotors war ein 1997 gegründeter südkoreanischer Karosserie- und Automobilhersteller.
Das Unternehmen wurde von einem Ehepaar gegründet, wobei der Mann zuvor bei der SsangYong Motor Company arbeitete und die Frau bei Asia Motors. Neben der Produktion des Sportwagens „Proto Spirra“ fertigte Proto Kleinserien und Karosserieversionen wie Cabrios oder Stretch-Limousinen für die koreanischen Automobilhersteller Kia Motors, Hyundai Motor Company und GM Daewoo.
Protomotors wurde im Mai 2007 von Oullim Motors erworben, einer im Juli 2006 gegründeten Tochterfirma von Oullim Networks. Zwischen 2010 und 2017 war der Spirra unter neuem Eigentümer als „Oullim Spirra“ erhältlich.

## Modelle
- RT-X (1998)
- PS-II (2000, Sportwagen, Vorgänger des Spirra)
- Proto Spirra (Mk I: 2002–2005, Mk II ab 2005)
- Kia Grand Carnival Limousine (2006)